# چاینا سیتیک بانک

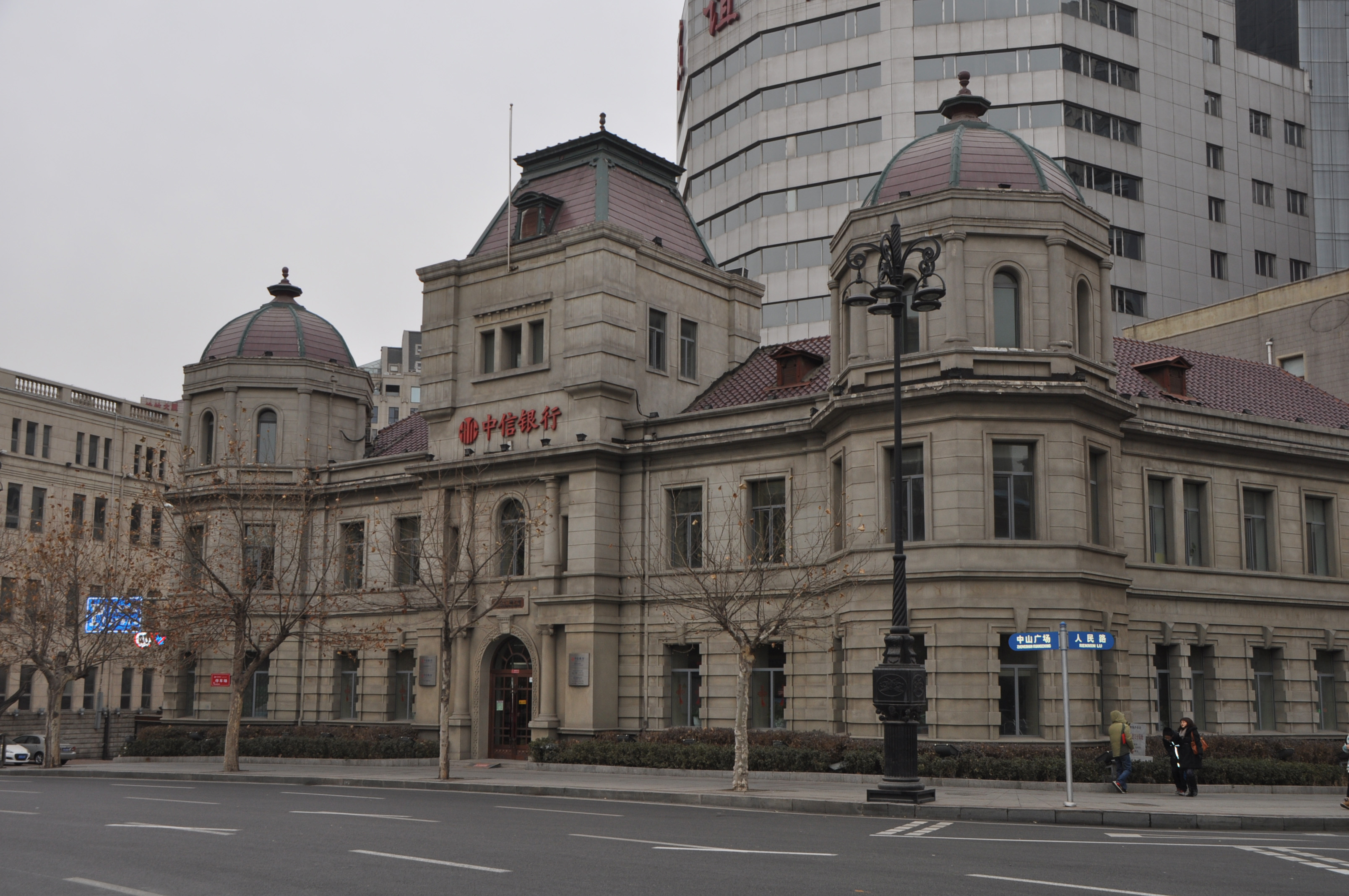
ساختمان چاینا سیتیک بانک، شعبه دالیان

چاینا سیتیک بانک (به چینی: 中信银行) شرکت خدمات مالی چینی و بازوی ارائه خدمات بانکداری سیتیک گروپ است، که با دارایی بیش از ۴۷۴ میلیارد دلار، هم‌اکنون به‌عنوان هفتمین بانک بزرگ چین شناخته می‌شود.
چاینا سیتیک بانک در سال ۱۹۸۷ تأسیس شد و در حال حاضر مالک شبکه‌ای از ۷۷۳ شعبه ارائه خدمات بانکداری خرد در ۱۳۰ کشور جهان می‌باشد. سیتیک گروپ با ۶۱٪ و بانکو بیلبائو ویسکایا آرخنتاریا با در اختیار داشتن ۱۰٪ از سهام چاینا سیتیک بانک، سهام‌داران اصلی آن به‌شمار می‌آیند.
شعبه مرکزی این بانک در شهر پکن قرار دارد و بخشی از سهام آن از ۲۷ آوریل ۲۰۰۷ در بازارهای بورس اوراق بهادار هنگ کنگ و بورس شانگهای معامله می‌شود.